# 拉里維拉 (加利福尼亞州)
拉里維拉（英語：La Riviera）是位於美國加利福尼亞州薩克拉門托縣的一個人口普查指定地區。

## 地理
拉里維拉的座標為38°34′00″N 121°21′24″W / 38.56667°N 121.35667°W，而該地最高點為海拔高度16米（即52英尺）。

## 人口
根據2010年美國人口普查的數據，拉里維拉的面積為5.417平方千米，當中陸地面積為4.791平方千米，而水域面積為0.626平方千米。當地共有人口10802人，而人口密度為每平方千米1,994人。